# Seppuku

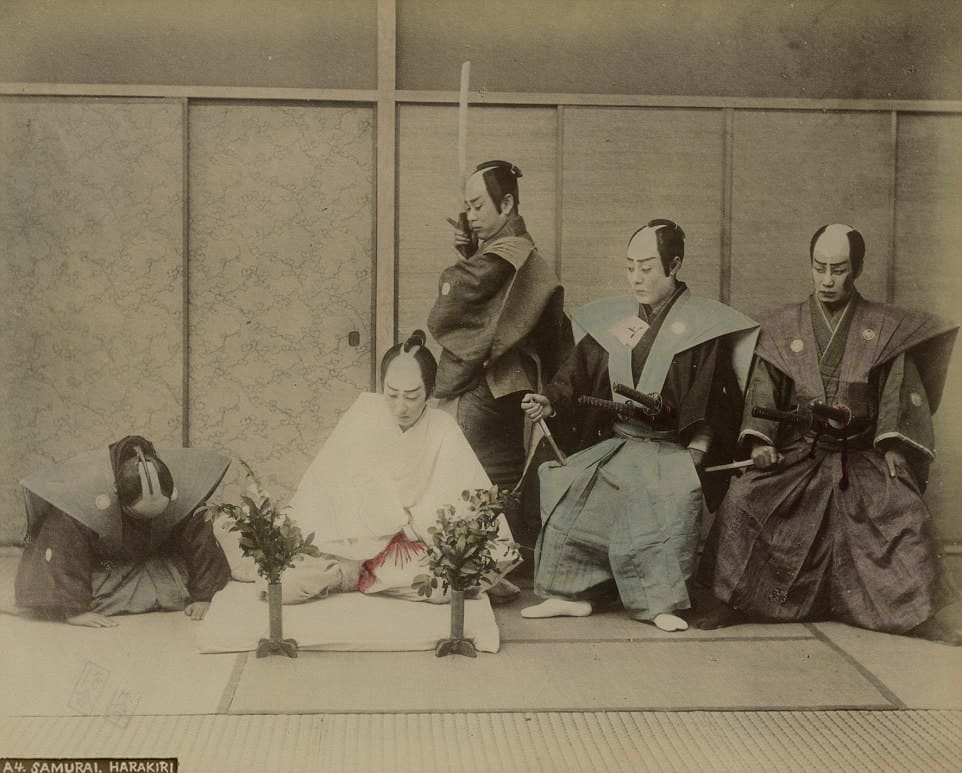
Stiliserad bild av seppukusituation.

Seppuku (切腹, används i skrift) även kallat harakiri (腹切り, används i tal), är en traditionell japansk självmordsmetod, varigenom en samuraj av hänsyn till sin heder tillfogar sig själv ett djupt knivhugg i magen följt av att en medhjälpare hugger av huvudet med ett svärd.

## Bakgrund
Det var förbehållet män som innehade samurajvärdighet, medan samurajkvinnor sedvanligen stötte en kortare dolk i halsen. Ett av de viktigare syftena med halshuggningen var att dölja den fruktansvärda smärta som medföljer denna procedur; det viktigaste för en samuraj var trots allt att visa mod i döden samt att inte visa smärta eller ångest, något som för de flesta var omöjligt.
Seppuku utförs i en speciell ordning. Med den korta wakizashin sprättade samurajen upp sin mage, först vågrätt, sedan lodrätt. Han kunde också få huvudet kapat. Medhjälparen, kaishakunin, stod beredd att hugga. Kunde man var det fritt fram att själv skära av sig huvudet.